# 卡塔日娜·齐尔曼
卡塔日娜·齐尔曼（波蘭語：Katarzyna Zillmann，1995年7月26日—），波兰女子赛艇运动员。她曾代表波兰参加2020年夏季奥林匹克运动会赛艇比赛，获得女子四人双桨银牌。